# Saint-Léonard-d'Aston
Saint-Léonard-d'Aston är en kommun och tätort (centre de population) i regionen Centre-du-Québec i provinsen Québec i Kanada. Kommunen bildades 1994 genom sammanslagning av bykommunen med samma namn och landskommunen Saint-Léonard. Vid folkräkningen 2021 hade kommunen 2 530 invånare, varav 1 088 i den tidigare bykommunen, och tätorten 1 469.